# IR Девы
IR Девы (лат. IR Virginis) — двойная затменная переменная звезда типа W Большой Медведицы (EW) в созвездии Девы на расстоянии приблизительно 986 световых лет (около 302 парсек) от Солнца. Визуальная звёздная величина звезды — от +12,8m до +12,1m. Орбитальный период — около 0,3694 суток (8,8661 часа).
Открыта Эмили Хьюз Бойс в обсерватории Гарвардского колледжа в 1939 году*.

## Характеристики
Первый компонент — жёлто-белая звезда спектрального класса F5V:. Масса — около 1,26 солнечной, радиус — около 1,27 солнечного, светимость — около 1,65 солнечной. Эффективная температура — около 6620 K.
Второй компонент — жёлто-белая звезда спектрального класса F. Масса — около 0,49 солнечной, радиус — около 0,85 солнечного, светимость — около 0,65 солнечной. Эффективная температура — около 6600 K.